# ドン・マキノン
ドナルド・チャールズ・マキノン（英語: Donald Charles Mckinnon、ONZ、GCVO、1939年2月27日 - ）は、ニュージーランドの元政治家。第4代イギリス連邦事務局長。

## 来歴
ロンドン生まれ。父親の駐アメリカ合衆国ニュージーランド大使館勤務に伴いアメリカ合衆国の首都ワシントンD.C.で育つ。
名門ネルソン・カレッジ卒業後、リンカーン農業大学（現在のリンカーン大学）へ進学。大学卒業後は農業コンサルタント、不動産業を始め、刑務所で更生教官も務める。
1969年、1972年の総選挙にニュージーランド国民党から出馬するも落選。1978年の総選挙で初当選を果たす。1987年にニュージーランド国民党副党首に就任。1990年の総選挙でニュージーランド国民党は勝利し、ジム・ボルジャー政権が誕生。マキノンは副首相兼外務大臣に就任。1993年の総選挙も勝利するが、1996年の総選挙ではニュージーランド・ファースト党との連立政権を余儀なくされる。ニュージーランド・ファースト党との連立政権で外務大臣を務めるが、その後、連立政権は崩壊し、マキノンも外務大臣を更迭される。1999年の総選挙後に国会議員を引退する。外務大臣として、ニュージーランドの国際連合安全保障理事会入りを目指しイギリス連邦の強化に努め、1997年のブーゲンビル島の内戦では停戦合意への中心的な役割りを担った。
1999年のイギリス連邦事務局長選挙に出馬しスリランカのラクシュマン・カディルガマン元外相を破り、第4代事務局長に就任。2008年4月1日に退任。現在は、王立英国連邦協会副会長。
父のウォルター・マキノンは将校で、後にニュージーランド軍に所属。弟のジョン・マキノンは元外交官で中国大使、ニュージーランド国防軍長官を歴任。弟のマルコム・マキノンは、歴史家で国際関係・国際問題の専門家。ヴィクトリア大学ウェリントン研究員を務める。弟のイアン・マキノンはヴィクトリア大学ウェリントン総長、ウェリントン市副市長を歴任。
1998年のノーベル平和賞候補者。2007年12月にエリザベス2世よりニュージーランドで最高位の勲章であるニュージーランド勲章を授与される。2009年3月にエリザベス2世よりロイヤル・ヴィクトリアン勲章を授与される。